# Hoče-Slivnica
Hoče-Slivnica (Duits: Kötsch-Schleinitz) is sinds 1998 een zelfstandige gemeente in Noord-Slovenië. Het bestaat uit de woonkernen (tussen haakjes eerste schriftelijke vermelding): Bohova (1255), Čreta (1464), Hočko Pohorje, Hotinja vas (1096), Orehova vas (1220), Pivola (1641), Polana (1500), Radizel (1463), Rogoza (1325), Slivnica pri Mariboru (1146), Slivniško Pohorje, Spodnje Hoče (1146), Zgornje Hoče
In Hoče zijn archeologische vondsten gedaan, die dateren uit de periode 3000 voor Christus. In het uit de 12e eeuw daterende kasteel Hompoš, ook "Pohorski dvor" genoemd, is een psychiatrische afdeling van het ziekenhuis in Maribor ondergebracht. De kerk van Sint-Joris in Hoče uit de 15e eeuw bergt een Romaanse crypte en enkele overblijfselen uit de Romeinse tijd. Slivnica bezit een slot uit de 15e eeuw en een uit de 11e eeuw daterende kerk van Maria Geboorte, waarin in de bouw enige nog zichtbare Romeinse grafstenen zijn verwerkt.
Bij Slivnica ligt het vliegveld Maribor.
Benedikt · Cerkvenjak · Cirkulane · Destrnik · Dornava · Duplek · Gorišnica · Hajdina · Hoče-Slivnica · Juršinci · Kidričevo · Kungota · Lenart · Lovrenc na Pohorju · Majšperk · Makole · Maribor · Markovci · Miklavž na Dravskem polju · Oplotnica · Ormož · Pesnica · Podlehnik · Poljčane · Ptuj · Rače-Fram · Ruše · Selnica ob Dravi · Slovenska Bistrica · Središče ob Dravi · Starše · Sveta Ana · Sveta Trojica v Slovenskih goricah · Sveti Andraž v Slovenskih goricah · Sveti Jurij · Sveti Tomaž · Šentilj · Trnovska vas · Videm · Zavrč · Žetale
1. ↑  "Prebivalstvo po starosti in spolu, občine, Slovenija, polletno". Statistični urad Republike Slovenije. Geraadpleegd op 18 april 2021.